# Iosif Tărău
Iosif Tărău (n. 1882, Săcădat, comitatul Bihor, Regatul Ungariei – d. 1969, București) a fost un delegat în Marea Adunare Națională de la Alba Iulia, organismul legislativ reprezentativ al „tuturor românilor din Transilvania, Banat și Țara Ungurească”, cel care a adoptat hotărârea privind Unirea Transilvaniei cu România, la 1 decembrie 1918.

## Biografie
Iosif Tărău s-a născut în anul 1882 în comuna Săcădat, județul Bihor. A fost preot ortodox în satul natal. A studiat la Academia teologică și la Academia de Drept din Oradea. A participat la editarea periodicelor „Tribuna”, „Biserica” și „Școala”. A organizat Garda națională Română locală, a condus la Alba Iulia 40 de săteni din Săcădat. În 1919 a fost însărcinat cu aprovizionarea județului Bihor în condițiile stării de război de la granița de vest a țării. A fost membru al Congresului Bisericesc de la Sibiu. A decedat în București în anul 1969.

## Activitate politică
A luat parte la Marea Adunare Națională de la Alba Iulia de la 1 Decembrie 1918, unde a votat Marea Unire ca delegat al cercului electoral Aleșd, Bihor.